# Domenico Cefalú
Domenico Cefalù (Palermo, 1947) es un mafioso estadounidense de origen siciliano, considerado actualmente el más poderoso de los Gambino.

## Biografía
Cefalú nació en 1947 en Palermo, y emigró a Estados Unidos a finales de los años 1970. En 1982, fue declarado culpable por narcotráfico y condenado a 6 años de prisión. De hecho, por esto el juez Falcone lo investigó. En 1990, el entonces boss John Gotti lo hizo made man y se unió al equipo de Pasquale Conte, al cual en 1992 no testificó. Posteriormente entre 1993 y 1996, fue condenado varias veces por desacato. 
En 2005, lo nombraron subjefe de los Gambino por un amigo del difunto boss John Gotti, Jackie D'Amico y una de sus funciones era velar las relaciones entre la Cosa Nostra siciliana y la estadounidense.
En febrero de 2008,  Cefalù fue acusado de múltiples cargos de extorsión y crimen organizado en la operación Old Bridge. Pero en noviembre de 2009 fue puesto en libertad.
En julio de 2011, Cefalù se convirtió en el jefe oficial de la familia criminal Gambino. Su ascensión fue vista como un regreso a la forma antigua de dirigir una familia mafiosa. En 2015, fue reemplazado por Frank Cali. En 2019, volvió a ser jefe cuando este último fue asesinado hasta la actualidad.